# 脇野隼人
脇野 隼人（わきの はやと、1993年4月10日 - ）は、静岡県沼津市出身のサッカー選手。ポジションはウイングやワイドなど主にサイドで起用される。

## 来歴
清水エスパルスジュニアユースから東海大学付属翔洋高校(現・東海大学付属静岡翔洋高等学校)に進学。卒業後はアスルクラロ沼津に所属した後、単身渡豪しAPIAライカート・タイガースFCに加入した。翌年にはシドニー・ユニバーシティFCに移籍した。
その後、リトアニアAリーガ・FKクライペドス・グラニタスとプロ契約。
2014年夏にはドイツ・ブンデスリーガ6部のFCインターナショナル・ライプツィヒへ移籍した。2015年にはフィンランドのアトランティスFCと契約、2016年にはリトアニアのFCストゥンブラスに移籍した。同年夏にコソボ1部・ライファイゼン・スーペルリーガのKFトレプカに移籍。
しかし給料未払いのため日本に帰国し、その後ニュージーランドのサウスランド・ユナイテッドに移籍。シーズン終了後戦力外となるが、トライアルを経てホークスベイ・ユナイテッドFCと契約した。
2021年10月、アラブ首長国連邦の（ドバイ・）シティ・フットボール・クラブに加入。UAEファーストディヴィジョンリーグでプレーする初の日本人選手となる。

## 所属クラブ
- 2006年 - 2008年  清水エスパルスジュニアユース
- 2009年 - 2011年  東海大学付属翔洋高等学校サッカー部
- 2011年  アスルクラロ沼津
- 2012年  APIAライカート・タイガースFC(オーストラリア３部)
- 2013年  シドニー・ユニバーシティFC(オーストラリア２部)
- 2014年 1月-7月  FKクライペドス・グラニタス（リトアニア１部）
- 2014年 8月-?  FCインターナショナル・ライプツィヒ（ブンデスリーガ６部）
- 2015年  アトランティスFC
- 2016年  FCストゥンブラス
- 2016年  KFトレプカ
- 2016年 - 2017年  サウスランド・ユナイテッド
- 2017年 - 2018年 ホークスベイ・ユナイテッドFC
- 2018年  サウスランド・ユナイテッド
- 2019年 1月-3月  サザン・ユナイテッドFC
- 2019年 4月-11月  エルチム
- 2019年12月 - 2020年2月  チアサル・ユース・クラブ（英語版）
- 2021年10月 -  シティ・フットボール・クラブ